# François Guinand
 (juin 2024).
Pour les articles homonymes, voir Guinand.
François Guinand (1814-1900), plus connu sous le nom de l'abbé Guinand, est un professeur français de théologie et de philosophie.

## Biographie
François Guinand, né le 16 décembre 1814 à Mornant (Rhône), fait ses études théologiques aux Chartreux de Lyon de 1836 à 1840, est ordonné prêtre le 18 décembre 1840 et, après son doctorat en théologie, nommé professeur de philosophie à l'Institution de Saint-Alban. En 1856, il occupe la chaire d'hébreu à la Faculté de théologie de Lyon dont il devient doyen. En 1881, il est élu délégué des Facultés de théologie catholiques au Conseil supérieur de l'instruction publique que le ministre Jules Ferry a créé en 1880.
En complément à son enseignement, il collabore avec un professeur de géologie à la Faculté des sciences de Lyon pour procéder à l'examen critique des textes bibliques dans leur concordance avec la science. Il se comporte comme un botaniste en créant un herbier qui finira au Muséum d'histoire naturelle de Saint-Étienne.
Ses études sur la langue des Hébreux, sur l'Origine de l'alphabet, sa Monographie du temple de Salomon et son discours de réception à l'Académie des sciences, belles-lettres et arts de Lyon sur l'Intelligence humaine sont publiés dans ses mémoires en 1878. 
Il décède dans sa 86e année le 28 juillet 1900 à Lyon.